# Roberto I de Vermandois
Roberto I de Vermandois (c. 920 - ap.966) foi Conde de Vermandois e de Troyes.

## Relações familiares
Foi filho de Herberto II de Vermandois, conde de Vermandois (880 -?) e de Adela de França (885 - 931), filha do Roberto I de França rei dos Francos e de Adélia de Perthois. casou com Adelaide Werra da Borgonha (930 -?), filha de Gilberto da Borgonha (900 - depois de 956), duque da Borgonha e de Ermangarda de Borgonha de quem teve:
1. Herberto de Vermandois (945 - 995), conde de Vermandois e de Troyes.
2. Adelaide de Vermandois (950 - 980),[2] Senhora de Donzy  casada por duas vezes, a primeira com Lamberto de Chalon, conde de Chalon (930 - 22 de fevereiro de 978), conde de Chalon, e a segunda com Godofredo I Greymantle referida também como Godofredo I de Anjou (940 - 987), conde de Anjou, filho de Fulque II de Anjou e de Gerberga de Maine.